# Океан (детский лагерь)
Всероссийский детский центр «Океан» (ФГБОУ "ВДЦ "Океан") – один из крупнейших федеральных государственных бюджетных образовательных учреждений дополнительного образования и отдыха детей круглогодичного типа, расположенный в Приморском крае недалеко от г. Владивостока на берегу живописной бухты Емар Уссурийского залива. Ежегодно принимает более 16 тысяч детей в возрасте от 10 до 17 лет  ) из 82 субъектов Российской Федерации и 10 иностранных государств. В течение года «Океан» реализует более 100 программ дополнительного образования, направленных на техническую, научную, туристическую, творческую, спортивную и социальную реализацию российских школьников.
Один из пяти детских центров России (наряду с ВДЦ «Орлёнок», ВДЦ «Смена», ВДЦ «Алые паруса», МДЦ «Артек»).
Образовательные программы реализуются в дружинах «Бригантина», «Тигрёнок», «Китёнок» «Океанская Эскадра», дружине-флотилии «Парус» и в центре воспитательных технологий «Маяк».
Во время учебного года работает общеобразовательная школа.

## История
Постановлением ЦК ВЛКСМ и Совета Министров СССР от 12 мая 1972 года «Об итогах Всесоюзного коммунистического субботника 15 апреля 1972 года» было принято решение о строительстве пионерского лагеря для детей Урала, Сибири, Дальнего Востока и Крайнего Севера.
Строительство пионерского лагеря началось в январе 1974 года в лесопарковой зоне Владивостока. Проект лагеря был разработан группой архитекторов из Ленинграда, главный архитектор Игорь Борисович Мальков.
Название лагеря было выбрано на конкурсной основе, конкурс провела в 1975 году газета «Тихоокеанский комсомолец». Победило предложение ученицы 8 класса школы № 37 Владивостока Елены Староверовой — «Океан».
В 1981 году первым начальником управления ВПЛ ЦК ВЛКСМ «Океан» назначен Василий Николаевич Мануковский, работавший ранее начальником пионерского лагеря «Горный» во Всесоюзном пионерском лагере «Артек». Начинается работа по подбору и формированию педагогических кадров строящегося пионерского лагеря. Набор вожатых для обучения в Школе пионерских работников (ШПР) «Артека» осуществляет Борис Иванович Кравец, возглавивший отдел организационно-методической и кружковой работы в «Океане». Формирование педагогического коллектива детского сада и школы осуществляет Александра Григорьевна Мануковская, заведующая детским садом.
В июне 1983 года в «Океан» прибыли первые вожатые из Всероссийского пионерского лагеря ЦК ВЛКСМ «Орлёнок», Всесоюзного пионерского лагеря ЦК ВЛКСМ «Артек» и Пионерского лагеря ЦК ЛКСМ Украины «Молодая гвардия».
23 октября 1983 года дружина «Бригантина» приняла детей из регионов Урала, Сибири, Крайнего Севера и Дальнего Востока.
28 октября 1983 года состоялось торжественное открытие первой смены лагеря. На торжественной пионерской линейке, в присутствии представителей ЦК ВЛКСМ, руководителей Приморского края, большого количества гостей В. Г. Игнатенко, бригадир треста «Жилстрой-1», вручил пионерам символический ключ от дружины «Бригантина». Именно 28 октября считается днём рождения дружины «Бригантина».
17 августа 1984 года состоялось торжественное открытие Всесоюзного пионерского лагеря ЦК ВЛКСМ «Океан».
26 июля 1986 года вступили в строй четыре корпуса дружины-флотилии «Парус». Пятый корпус был сдан в 1987 году (https://fulledu.ru/articles/1700_legendarnye-detskie-lagerya-kak-oni.html ). Корпуса носили названия одного из типов судов: «Фрегат», «Каравелла», «Бриг», «Корвет» и «Клипер».
27 июня 1995 года появилась летняя дружина «Китёнок», а 15 августа 2001 года – летняя дружина «Тигрёнок».

## Ключевые события ВДЦ «Океан»: современность

### 2003 год
Начинается масштабная работа по реализации программы «Развитие и укрепление спортивно-оздоровительной базы ВДЦ «Океан», в рамках которой на территории появился физкультурно-оздоровительный комплекс (ФОК-1) площадью 1008 кв. м., предназначенный для занятий общефизической и атлетической подготовкой, художественной и ритмической гимнастикой, волейболом, гандболом, большим теннисом, бадминтоном и мини-футболом.

### 2005 год
В «Океане» открывается для работы физкультурно-оздоровительный бассейн (ФОБ) размером 25х11,5 м, глубиной 1,2-1,8 м, оснащённый 6 дорожками, оборудованием для очистки, озонирования, нагрева и кондиционирования воды.

### 2007 год
8 июня сдан первый корпус дружины-флотилии «Парус», один из пяти заново построенных после пожара 1993 г. Спустя 14 лет после трагедии дружина-флотилия «Парус» вновь приняла детей. Пятый корпус дружины введён в строй летом 2013 года.

### 2008 год
28 октября торжественно открыт Федеральный детский экспериментальный автогород  в рамках федеральной целевой программы «Повышение дорожной безопасности в 2006-2012 годах».

### 2009 год
Центр впервые посетил президент Российской федерации Владимир Владимирович Путин.
В 2008, 2009 и 2010 годах принял делегации китайских подростков, пострадавших при Сычуаньском землетрясении.

### 2010 год
2 сентября на берегу бухты Емар открыт восстановленный двухамбразурный ДОТ № 284, построенный в 1941 году с целью обеспечения оборонительных действий в укрепрайонах вдоль советско-китайской границы от Хабаровска до Владивостока. Событие было приурочено к памятной дате – 65-летию Победы во Второй мировой войне.

### 2012 год
7 машин отечественных марок переданы в дар «Океану» руководителями ОАО «Владивостокавиа» В. А. Сайбелем и Д. И. Тыщуком («Победа» 1946 г., ГАЗ 1956 г., «Волга» 1956 г., «Москвич» 1961 г., ВАЗ 1966 г., «Москвич»-403 1964 г., ВАЗ-2101 1971 г.).
3 июля ВДЦ «Океан» посетил Премьер-министр РФ Дмитрий Анатольевич Медведев.

### 2013 год
5 августа ВДЦ «Океан» посетил Президент РФ Владимир Владимирович Путин.

### 2016 год
В декабре сдан жилой дом для малосемейных сотрудников и вожатых.

### 2017 год
5 июня открыта новая летняя дружина «Океанская Эскадра», основным профилем которой является изучение морского дела, основ навигации и управления морскими судами. 16 июня состоялось торжественное открытие Аллеи вожатых. 5 августа открыт образовательный центр «Русское подворье». Его цель – приобщение детей к национальным традициям России, изучение её исторического и культурного наследия. На территории центра расположены изба-музей, ткацкая, гончарная и блинная мастерские, выставочный зал.

### 2018 год
В сентябре 2018 года ВДЦ «Океан» посетили президент РФ В. Путин и председатель КНР Си Цзиньпин. Встреча прошла 13 сентября в рамках мероприятий Восточного экономического форума (ВЭФ) и фестиваля российско-китайской дружбы, приуроченного к десятилетию с первого визита детей из китайской провинции Сычуань, пострадавшей от разрушительного землетрясения в мае 2008 г.

### 2019 год
В дружине «Океанская Эскадра» открыт эллинг.

### 2020 год
Введена автоматизированная информационная система – АИС КУД «Путёвка». В период пандемии с апреля по июль детский центр реализовывал для школьников России смены в онлайн-формате.

### 2021 год
В сентябре 2021 года, в День знаний, президент Путин провёл в ВДЦ «Океан» открытый урок для школьников.
В сентябре 2021 года было принято решение о проведении VII Международных спортивных игр «Дети Азии» Владивосток—2022 и о создании для этого инфраструктуры в ВДЦ «Океан».

### 2022 год
Летом на территории Центра прошли VII Международные спортивные игры «Дети Азии».
Открыт профильный Детский морской центр, который позволяет каждому участнику тематической программы познакомиться и погрузиться в жизнь настоящего моряка.
В ноябре в Приморье прибыла парусная шхуна «Лена», построенная специально для Всероссийского детского центра «Океан» в Республике Карелия на верфи деревянного судостроения «Варяг».

### 2023 год
В мае в «Океане» открылся эколого-биологический центр. В июле в Центре прошла первая профильная программа Всероссийской парусной регаты «Восточный ветер». В течение программы участники каждый день выходили в море. Тренировки проходили не только на территории «Океана», но и в крупнейших яхт-клубах Владивостока. Завершилась программа гребными и парусными гонками.

### 2024 год
12 июня, в День России, на Площади Патриотов ВДЦ «Океан» состоялось праздничное открытие Центра воспитательных технологий «Маяк», на территории которого реализуются программы по военно-патриотическому воспитанию.

## Реализуемые программы
В течение года в «Океане» проходит 14 смен, во время которых реализуется более 100 программ. Они разработаны с учётом интересов современных школьников и направлены на техническую, научную, туристко-краеведческую, творческую, физкультурно-спортивную и социальную реализацию российских школьников. В их проведении «Океану» помогают тематические партнёры. Центр способствует созданию благоприятной среды для развития детей и подростков, а также приобретения ими новых навыков и знаний. В период смен ребята получают возможность принять участие во всероссийских конкурсах и фестивалях, познакомиться с различными профессиями под руководством экспертов ведущих компаний страны.
ВДЦ «Океан» – территория  международной дружбы. В рамках этого направления в Центре традиционно проходят такие программы, как «Международный детский медиасаммит», «Мир открытий», «Дети Мира»,«Планета Цирка», «Слёт Международной ассоциации детских организаций» (совместно с общероссийским общественно-государственным движением детей и молодёжи «Движение первых»), «Мост дружбы. Россия и мир», «Экология – дело каждого».

## Дружина «Бригантина»
Самая первая дружина Всероссийского детского центра «Океан». Это современное пространство образования, творчества и полноценного отдыха детей. 28 октября 1983 года «Бригантина» приветствовала первых океанцев. Максимальное количество детей, которое вмещает в себя дружина – 500 человек. Ребята размещаются в кубриках на 4-8 человек. Всего 18 отрядов. В дружине есть комфортные жилые комнаты, большая столовая, киноконцертный зал, комната психологической разгрузки, школа, мастерские, студии, салоны дополнительного образования, библиотека, «информационные точки», позволяющие детям в онлайн-режиме общаться со своими родными и близкими, оперативно получать необходимую для саморазвития информацию. В дружине выстроена современная система квалифицированного медицинского сопровождения. Также есть Детский развлекательный комплекс (ДРК), который предлагает подросткам стать участниками экономических образовательных программ и приобрести сувенирную продукцию с символикой ВДЦ «Океан». В ДРК входят киоск «Океанский стиль» и спортбар «Олимп».

## Дружина-флотилия «Парус»
Первые три корпуса дружины-флотилии «Парус» вступили в строй 26 июля 1986 года, остальные – в 1987 году. Максимальное количество принимаемых детей – 540. Каждый корпус дружины-флотилии имеет морское название одного из типов судов: «Фрегат», «Каравелла», «Бриг», «Корвет» и «Клипер». 5 ноября 1993 года из-за поджога находившегося под первым корпусом чучела мамонта все пять корпусов дружины-флотилии «Парус» сгорели. Восстановление началось в 1996 году . 8 июня 2007 года открылся первый из пяти восстанавливаемых корпусов – «Бриг». В июле 2013 года был восстановлен «Клипер».
Необычный образ внутреннего пространства создавался интерьерами жилых ячеек – кубриков, рассчитанных на десять человек. Жилые помещения «Паруса» имеют встроенную мебель. В корпусе находятся детские жилые каюты, кают-кампании с мультимедиа для организации отрядной деятельности, душевые, прачечные, коворкинги, конференц-зал, музей дружины, медицинский отдел, комната психологической разгрузки и кабинет психолога, столовая, прогулочные и спортивные площадки. Здесь же находятся мастерские дополнительного образования ВДЦ «Океан»: «Массажный кабинет» и «Управление маломерными судами». Последний был открыт в 2016 году. Это учебно-тренировочный класс, где установлен тренажёр-комплекс судоводителя маломерного флота.

## Дружина «Китёнок»
Располагается на мысе Энгельма. В своё время участник смены Андрей Дульский (г. Улан-Удэ) сочинил легенду , в которой назвал этот мыс «Китёнком» из-за его визуальной схожести с китом. Официально же дружина начала свою историю 27 июня 1995 года.
У дружины есть свой гимн. Авторы текста – А. Кошелев, Н. Рустамов. Также можно услышать голос совсем юной на тот год участницы океанской смены Люси Алексеенко, которая на данный момент является популярным музыкальным исполнителем под псевдонимом ЛюSEA (участница телепроекта «Песни на ТНТ»).
На территории дружины расположены летние домики с кондиционерами, культурно-развлекательный центр, бытовые помещения, универсальная спортивная площадка, оборудованные крытые беседки и появившийся в 2020 году арт-объект «Океанская арт-стена», которая позволяет неограниченно развиваться в творческом плане. И главное – близость к морю и потрясающий вид на весь «Океан» из каждого окна.

## Дружина «Тигрёнок»
Уютная дружина «Тигрёнок», скрытая от дождя и знойного солнца большими деревьями, открылась в «Океане» 15 августа 2001 года. В ноябре 2000 года на смене «Молодые лидеры России» среди детей и сотрудников Центра проводился конкурс на лучшее название ещё одной летней дружины. Победителями стали Андрей Денежко (Томская область) и Ксения Чепалова (Приморский край), предложившие назвать новую дружину «Тигрёнком».
Особое внимание здесь уделяют достопримечательности Приморского края – краснокнижному животному амурскому тигру. Каждому отряду на церемонии посвящения в «тигрята» вручается портрет тигра. Это символ-оберег, которому дети придумывают имя и историю. Также существует легенда о тигрице с тигрёнком, которые покинули своё привычное место жительства, уступив его детям. В самом центре дружины красуется скульптура тигрицы и тигрёнка.
Дружина «Тигрёнок» имеет свой гимн. Вожатским коллективом было принято решение закрепить за дружиной авторскую песню «Усатая клятва». Автор слов и музыки – Мария Погосова (Забайкальский край). Она впервые исполнила его на океанской смене, когда приезжала сюда ребёнком.
На территории дружины расположены летние домики с кондиционерами, культурно-развлекательный центр, бытовые помещения, оборудованные крытые беседки, летний малый амфитеатр, комната психологической разгрузки. Новый корпус «Уссури» на 148 человек открыт летом 2023 года, в нём также расположено место для проведения мероприятий «Атриум».

## Дружина «Океанская Эскадра»
Торжественное открытие дружины «Океанская Эскадра» состоялось 5 июня 2017 года. Расположена в восточной части бухты Емар, в тени столетних дубов и клёнов. В 200 метрах от «Океанской Эскадры» находится пляж. Возрастной состав участников морских программ Центра: 12-17 лет. Вместимость дружины – 180 детей.
Для полноценного познавательного отдыха в «Океанской Эскадре» существует развитая инфраструктура: два жилых корпуса «Крейсер» и «Береговой» с 3-х местными жилыми комнатами, санузел, спортивные и концертные площадки, «информационные точки», позволяющие детям в режиме онлайн общаться со своими родными и близкими, оперативно получать необходимую информацию для саморазвития и пространство для общественных мероприятий «Флагман-холл».
Для школьников разработаны современные тематические образовательные программы с постоянно действующим профилем по изучению морского дела. «Океанская Эскадра» является учебно-образовательным комплексом, в котором детям предлагается окунутся в атмосферу:
-          обучения, через занятия по морскому делу и практике на ГПС «Ял-6» и швертботах класса «Оптимист» и «Кадет»;
-          приключений, через погружение в образовательные квесты, в ходе которых у ребят есть возможность познакомиться с чтением топографических карт, изучением навигационного оборудования управления судном, участия в морских походах по Уссурийскому заливу под руководством сертифицированных моряков-спасателей;
-          прогресса, через изучение современных направлений науки и техники с полным включением в изучение окружающего мира, проектирование и конструирование современных робототехнических конструкторов морского типа.
В 2019 году состоялось главное событие летнего сезона дружины «Океанская Эскадра» – открытие эллинга и морского центра, включающего в себя двухэтажное здание с учебным классом, зрительской трибуной, шкиперкой и подсобными помещениями для хранения оборудования и шлюпок ЯЛ-6. В 2022 году флотилия «Океанской Эскадры» пополнилась парусной шхуной «Лена», построенной специально для Всероссийского детского центра «Океан» в Республике Карелия на верфи деревянного судостроения «Варяг». Парусная шхуна (длина корпуса - 13 м, ширина - 4,5 м, высота - 4,5 м) вмещает до 13 человек. На ней юнги «Океанской Эскадры» могут отрабатывать навыки по морскому делу. Также в 2023 году состоялось открытие образовательного комплекса «Детская судоверфь».

## Центр воспитательных технологий «Маяк»
Центр воспитательных технологий «Маяк» встретил первых детей 10 июня 2024 года. Он расположен на возвышенности у берега Японского моря и насчитывает 18 жилых домиков и большой корпус «Паллада». Общая вместимость Центра составляет порядка 300 человек. Жилые корпуса носят имена военных и исследовательских кораблей, которые вошли в историю отечественного флота и Дальнего Востока.
Жилые комнаты рассчитаны на четырехместное размещение. Каждая оборудована кондиционером и санитарным блоком. В корпусе «Паллада» имеются пространства для проведения отрядных и дружинных дел, музыкальный салон, библиотека. На территории есть медицинский пункт, столовая, беседки, Дом творчества (для проведения занятий по дополнительному образованию: робототехника, гончарное мастерство, танцевальное искусство), магазин сувениров «Океанский стиль», спортивная площадка, тренажёрный зал.
Дальневосточную тематику продолжает и сквер, расположенный в самом центре территории «Маяка». Уникальные насаждения, произрастающие реликтовые растения и эндемики Приморского края создают неповторимый колорит детскому пространству. Сквер носит имя выдающегося исследователя, писателя, путешественника – Владимира Клавдиевича Арсеньева, названия беседок несут познавательный характер: погружают в изучение природных достопримечательностей Приморского края («Женьшень», «Сихоте-Алинь», «Лотос» и другие).
В центре воспитательных технологий «Маяк» реализуются программы, содержание которых направлено на формирование устойчивой системы нравственных и гражданских ценностей: патриотизма, служения Отечеству, значимость крепкой семьи, созидательного труда, защиты природы.

## Образовательный центр «Русское подворье»
Достопримечательность «Океана» – образовательный центр «Русское подворье», который в интерактивной форме знакомит российских и иностранных школьников с традиционной русской культурой. В «Подворье» работают блинная, ткацкая и гончарная мастерские, музей «Русская изба», а также «Класс русского языка». На данной площадке реализовываются занятия, связанные с традициями и ремеслами народного творчества и искусства. Для участников программ проводятся разовые мастер-классы по валянию валенок, созданию куклы-оберега, океанского браслета «Дружба», постоянный модуль – плетение русской косы. Для детей проводятся чаепития с русскими блинами и беседой о традициях и обычаях русской народной культуры.

## Федеральный детский экспериментальный автогород
Автодром функционирует круглый год и представляет собой площадку с асфальтобетонным покрытием, где дороги, протяжённостью 3,9 км, выстроены на разных уровнях. Общая площадь автогорода – 3000 кв. м. В целях имитации реальных условий движения площадка оборудована перекрёстками различной конфигурации, пешеходными переходами, мостом, тоннелем. На автодроме установлено 94 дорожных знака, светофор регулирует один перекресток, три искусственных неровности, нанесена дорожная разметка. Дети занимаются на машине LADA Priora.
На территории также расположено здание с учебными кабинетами «Правила дорожного движения», «Устройство и техническое обслуживание автомобиля», «Оказание первой доврачебной помощи», а также класс, который оснащён интерактивными тренажёрами «ОТКВ – 2М» и «Форсаж – 5». Одновременно в кабинетах могут заниматься 90 человек. В прилегающем к зданию автогорода есть три бокса, предназначенных для стоянки и хранения велосипедов и временной парковки автомобилей.

## Детский инженерно-технический центр
В Детском инженерно-техническом центре (ДИТЦ) реализуются следующие направления деятельности:
-          конструирование и робототехника: Мобильная, Device-конструирование (IT-квантум), Конструирование (Fanclastic);
-          инженерное проектирование: 3D-моделирование (3D-принтеры), Инженерная графика (ударный фотопринтер, фрезерные и токарные станки с ЧПУ), Древотектоника (ручная обработка древесины);
-          промышленный дизайн и разработка: Цифровая живопись (2D-графика: рисунок, логотипирование), Web-дизайн и дизайн приложений (сайты, мобильные и desktop-приложения);
-          Hi-Tech (VR/AR).
В здании Центра находится 7 учебных кабинетов. Общая площадь – 740 кв. м. Одновременно могут заниматься до 77 школьников.

## Детский морской центр
Детский морской центр в течение всего календарного года реализует программы дополнительного образования по нескольким направлениям: устройство корабля (изучение строения и эксплуатации гребно-парусных судов и швертботов разных классностей); Штурманская подготовка (получение начальных знаний о навигации и лоции.  Обучающиеся учатся владеть навыками работы с картами и прокладочными приборами); Управление маломерными судами (с помощью интерактивных симуляторов-тренажёров «Управление маломерными судами» участники курса знакомятся со специальностью «Судоводитель»); Такелажные работы (на занятиях происходит формирование знаний учащихся об основных видах морских узлов, такелажного снабжения корабля, использовании узлов в морском деле, практическое применение данных навыков на борту судна); Морские средства связи и сигнализации (свод сигналов, флаги расцвечивания, флажный семафор, азбука Морзе, МППСС-72); Безопасность жизнедеятельности на судне, борьба за живучесть судна, первая доврачебная помощь; Судостроение (в течение летней кампании участники профильных смен могут обрести навыки по обслуживанию, ремонту и постройке новых судов).
Под руководством опытного педагога-судового плотника обучающиеся проводят ремонтные работы действующих плавательных средств для дальнейшей эксплуатации судна. В летний период дети, прошедшие теоретическую подготовку, могут попробовать свои силы на практических занятиях, включающих в себя выходы в море на борту судна в составе экипажа.

## Эколого-биологический центр
В эколого-биологическом центре подростки знакомятся с представителями флоры и фауны юга Приморского края, занимаются разведением проживающих в море организмов – морских ежей, звезд, мидий. В состав ЭБЦ входят лаборатории наземной биоты, морской биологии, подводной робототехники. Имеется исследовательская агроплантация с теплицей и морская рифовая зона. Для ознакомления с представителями животного мира в центре организован живой уголок, где содержатся различные виды грызунов (отряд Rodentia). Также установлен аквариум с тропическими рыбами, который помогает детям ближе познакомиться с подводным миром. Летом одно из помещений Центра превращается в аквариальную зону, где посетители могут увидеть и даже потрогать некоторых обитателей моря, таких как морские ежи, звёзды, мидии, гребешки, трепанги и спизула. Это уникальное пространство позволяет ребятам лучше понять разнообразие морской флоры и фауны. Занятия подкрепляются современным лабораторным оборудованием, а сотрудничество с ведущими научными институтами Дальневосточного отделения Российской академии наук (ДВО РАН) и вузами Приморского края обеспечивают уровень научного подхода.

## Физкультурно-оздоровительный комплекс (ФОК)
«Океан» предлагает широкий выбор спортивных площадок для регулярных занятий спортом, проведения профильных программ и всероссийских и международных мероприятий как Международные спортивные игры «Дети Азии». Полезная площадь комплекса ФОК – 1008 м2. Размер игровой зоны – 36 х 18 метров. Комплекс предназначен для общефизической и атлетической подготовки, художественной и ритмической гимнастики, волейбола, баскетбола, гандбола и мини-футбола. В комплексе расположен фитнес-центр, в котором проводятся оздоровительные занятия силовой и аэробной направленности. Есть душевые, раздевалки, гардеробная, питьевые фонтанчики.

## Бассейн
Относится к группе общественных бассейнов. Параметры – 25 х 11,5 метров, глубина от 1,2 м. до 1,8 м., расчетный объем воды – +26-28 0 С. Вода пресная. В бассейне 6 дорожек, установлено современное технологическое оборудование для очистки, озонирования, нагрева и кондиционирования воды. Дополнительная очистка проводится с помощью робота, которого дети ласково называют «робот Федя». Также для поддержания уровня обеззараживания воды и её кислотно-щелочного потенциала предусмотрена автоматическая система анализа воды и автоматические насосы-дозаторы для подачи растворов химических реагентов. Есть раздевалки, душевые, трибуны для зрителей, медпункт, гардероб, питьевые фонтанчики, сушильные аппараты, оборудование для обучения плаванию и дайвингу.

## Хоккейная коробка
Является многофункциональной спортивной площадкой. С наступлением зимы она превращается в открытый каток, где дети могут покататься на коньках и играть в хоккей, а в летнее время универсальное покрытие предназначено для занятий спортивными играми: флорбол, мини-футбол, гандбол, снайпер.

## Ледовый дворец. Дворец спорта. Открытые спортивные площадки. Площадка для занятий воркаутом[32]
На первом этаже Ледового дворца расположена арена для единоборств, где школьники занимаются дзюдо и самбо, а также играют в «Снайпер». Во Дворце спорта есть две площадки для бадминтона. Также во Дворце можно играть в настольный теннис на многочисленных столах, расположенных на двух уровнях. Волейбольные и баскетбольные площадки открытого типа расположены около Ледового дворца и дружины-флотилии «Парус». Любители воркаута могут летом оттачивать свои навыки на специальной площадке рядом с бассейном и на площадке у моря.

## Тренажерный зал
Второй этаж занимает тренажерный зал, его площадь – 200 м2, и пространство для интеллектуальных игр: шашек, шахмат, Го. Во Дворце есть душевые, раздевалки, медпункт, гардероб, музыкальное оборудование, электронное табло.

## Футбольный стадион
Имеет травяное покрытие и размеры 55 х 90 метров, огорожен сеткой высотой 3,45 метров. Покрытие является гигроскопичным, износостойким, с хорошим скольжением и оптимальным отскоком мяча. Вокруг футбольного поля расположены беговые дорожки длиной 310 метров и трибуны для зрителей. Также на стадионе есть площадка для игры в снайпер. Здесь проводятся не только спортивные занятия и соревнования, но и различные массовые праздничные мероприятия.

## Веревочный парк
Веревочный парк представляет собой серию последовательно расположенных препятствий, размещенных на высоте и объединенных в три маршрута. Маршрут №1 «Подростковый» расположен на высоте 1 метр. Препятствия маршрута низкого уровня сложности, пригодные для прохождения детей от 7 до 12 лет. Маршрут № 2 «Семейный» расположен на высоте 3 метра. Препятствия маршрута низкого и среднего уровня сложности, пригодные для прохождения детей от 12 до 16 лет. Маршрут № 3 «Экстремальный» расположен на высоте 6 метров. Препятствия маршрута среднего уровня сложности, пригодные для прохождения детей от 16 лет.

## Полоса препятствий «Гонка героев»
В 2021 году благодаря Генеральному штабу Всероссийского детско-юношеского военно-патриотического общественного движения «ЮНАРМИЯ» в «Океане» установлена комплексная полоса препятствий. Представляет собой площадку, на которой расположены 17 спортивных снарядов, таких как: наклонная стена, заборы, рукоходы, барьеры, тоннель из труб, переход по сетке, лианы, баланс, гимнастические брусья, скейт, эверест и многие другие.